# Episodi di Time Out (terza stagione)
La terza stagione della serie televisiva Time Out è stata trasmessa in anteprima negli Stati Uniti d'America dalla CBS tra il 16 ottobre 1980 e il 16 marzo 1981.
| nº | Titolo originale                 | Titolo italiano | Prima TV USA     | Prima TV Italia |
| -- | -------------------------------- | --------------- | ---------------- | --------------- |
| 1  | Reunion (Part 1)                 |                 | 16 ottobre 1980  |                 |
| 2  | Reunion (Part 2)                 |                 | 23 ottobre 1980  |                 |
| 3  | Georgia on My Mind               |                 | 30 ottobre 1980  |                 |
| 4  | If Your Number's Up, Get It Down |                 | 16 dicembre 1980 |                 |
| 5  | Christmas Story                  |                 | 23 dicembre 1980 |                 |
| 6  | No Blood, No Foul                |                 | 30 dicembre 1980 |                 |
| 7  | The Vanity Fare                  |                 | 6 gennaio 1981   |                 |
| 8  | Mister Hero                      |                 | 13 gennaio 1981  |                 |
| 9  | B.M.O.C.                         |                 | 2 febbraio 1981  |                 |
| 10 | Trial and Error                  |                 | 9 febbraio 1981  |                 |
| 11 | Car Repo                         |                 | 16 febbraio 1981 |                 |
| 12 | Psyched Out                      |                 | 23 febbraio 1981 |                 |
| 13 | Cops                             |                 | 2 marzo 1981     |                 |
| 14 | Burnout                          |                 | 9 marzo 1981     |                 |
| 15 | A Day in the Life                |                 | 16 marzo 1981    |                 |